# Buc (Yvelines)
Buc település Franciaországban, Yvelines megyében. Lakosainak száma 5868 fő (2022. január 1.). Buc Châteaufort, Guyancourt, Jouy-en-Josas, Les Loges-en-Josas, Toussus-le-Noble és Versailles községekkel határos.

## Népesség
A település népességének változása:
| Lakosok száma | 5606 | 5720 | 5943 | 5821 | 5858 | 6027 | 5972 | 5920 | 5868 |
|               | 2013 | 2015 | 2016 | 2017 | 2018 | 2019 | 2020 | 2021 | 2022 |